# Rosa Enskat

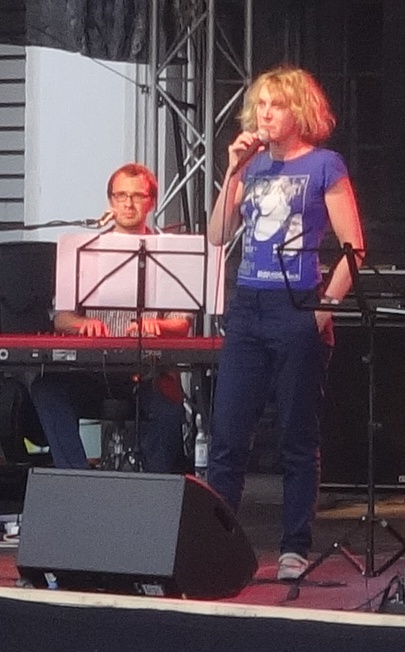
Rosa Enskat auf der Bühne vor dem Schauspielhaus Dresden

Rosa Enskat (* 1967 in Neubrandenburg) ist eine deutsche Schauspielerin.

## Leben
Rosa Enskat studierte von 1991 bis 1997 Popularmusik und Schauspiel an der Hochschule für Musik „Hanns Eisler“ Berlin. Nach überregionalen Theaterengagements war sie von 2009 bis 2016 Ensemblemitglied beim Staatsschauspiel Dresden. Enskat hat in mehreren Fernsehserien mitgewirkt.
Am Düsseldorfer Schauspielhaus ist Enskat seit der Spielzeit 2016/17 engagiert. Darüber hinaus arbeitete sie für Film und Fernsehen; sie spielte im ARD-Mehrteiler Charité, in der Fernsehserie Babylon Berlin und an der Seite von Alexander Skarsgård und Keira Knightley im Kinofilm Niemandsland – The Aftermath.
Enskat lebt in Berlin.

## Filmografie (Auswahl)

### Kino
- 2007: Meine schöne Bescherung
- 2009: This Is Love
- 2010: Die Fremde
- 2011: Das System – Alles verstehen heißt alles verzeihen
- 2011: Kriegerin
- 2012: Barbara
- 2012: Die Abenteuer des Huck Finn
- 2013: Gold
- 2014: Toleranz
- 2015: Hedi Schneider steckt fest
- 2019: Niemandsland – The Aftermath (The Aftermath)
- 2023: Bis ans Ende der Nacht

### Fernsehen
- 2003: Rosa Roth – Die Gedanken sind frei (Fernsehreihe)
- 2004: Balko (Fernsehserie, Folge Muttermord am Vatertag)
- 2004, 2008: SOKO Wismar (Fernsehserie, verschiedene Rollen, 2 Folgen)
- 2006: Bella Block: Das Glück der Anderen (Fernsehreihe)
- 2006: Großstadtrevier (Fernsehserie, Folge Wahre Liebe)
- 2007–2009: Doktor Martin (Fernsehserie, fünf Folgen)
- 2008: Der Tote in der Mauer
- 2008: Tatort: Und Tschüss (Fernsehreihe)
- 2008: Tatort: Waffenschwestern
- 2009: Der Typ, 13 Kinder & ich
- 2010: Mord mit Aussicht (Fernsehserie, Folge Sonne, Mord und Sterne)
- 2011: Finn Zehender: Mörderisches Wespennest (Fernsehreihe)
- 2011: Ein Sommer in Paris
- 2011: Es ist nicht vorbei
- 2012: Tatort: Dinge, die noch zu tun sind
- 2014: Weiter als der Ozean
- 2014: Letzte Spur Berlin (Fernsehserie, Folge Staatsfeindin)
- 2014: Finn Zehender: Mord in Aschberg
- 2014: Polizeiruf 110: Eine mörderische Idee (Fernsehreihe)
- 2014: Notruf Hafenkante (Fernsehserie, Folge Scheinwelten)
- 2015: Der Dicke/Die Kanzlei (Fernsehserie, 2 Folgen)
- 2016: Tatort: Auf einen Schlag
- 2017: Charité (Fernsehserie, 4 Folgen)
- 2017: Zuckersand
- 2017: Babylon Berlin (Fernsehserie, 2 Folgen)
- 2017: SOKO Leipzig (Fernsehserie, Folge Der letzte Fall)
- 2017: Liebling, lass die Hühner frei
- 2017: Tatort: Zurück ins Licht
- 2017–2019: Die Spezialisten - Im Namen der Opfer (Fernsehserie, 23 Folgen)
- 2018: Wilsberg: Morderney (Fernsehreihe)
- 2019: Nord bei Nordwest – Frau Irmler (Fernsehreihe)
- 2019: Stralsund: Schattenlinien (Fernsehreihe)
- 2020: Der Liebhaber meiner Frau
- 2020: Tatort: Das perfekte Verbrechen
- 2020: SOKO Stuttgart (Fernsehserie, Folge Nachts im Museum)
- 2022: Marie Brand und der überwundene Tod (Fernsehreihe)
- 2022: Tatort: Liebe mich
- 2022: Polizeiruf 110: Abgrund
- 2023: Tatort: Du bleibst hier (Fernsehreihe)
- 2024: Vorübergehend glücklich
- 2024: Im Netz der Gier

## Hörspiele
- 2015: Lena Müller: Zum Tal abfallende Landschaften (Die Mittlere) – Regie: Anouschka Trocker (Hörspiel – RBB/SR)